# ヘスペロスクス
ヘスペロスクス（学名：Hesperosuchus）は、模式種ヘスペロスクス・アギリスのみを含む、偽鰐類ワニ形上目の爬虫類の絶滅した属。アメリカ合衆国アリゾナ州からニューメキシコにかけての後期三畳紀カーニアンの地層で発見されている。含気骨の存在に加えて頭骨と首の解剖学的特徴が類似していたためかつてヘスペロスクスは恐竜のカルノサウルス類の祖先と信じられていた。現在ではさらなる研究と調査により、恐竜ではなくワニに近縁であることが判明している。

## 記載

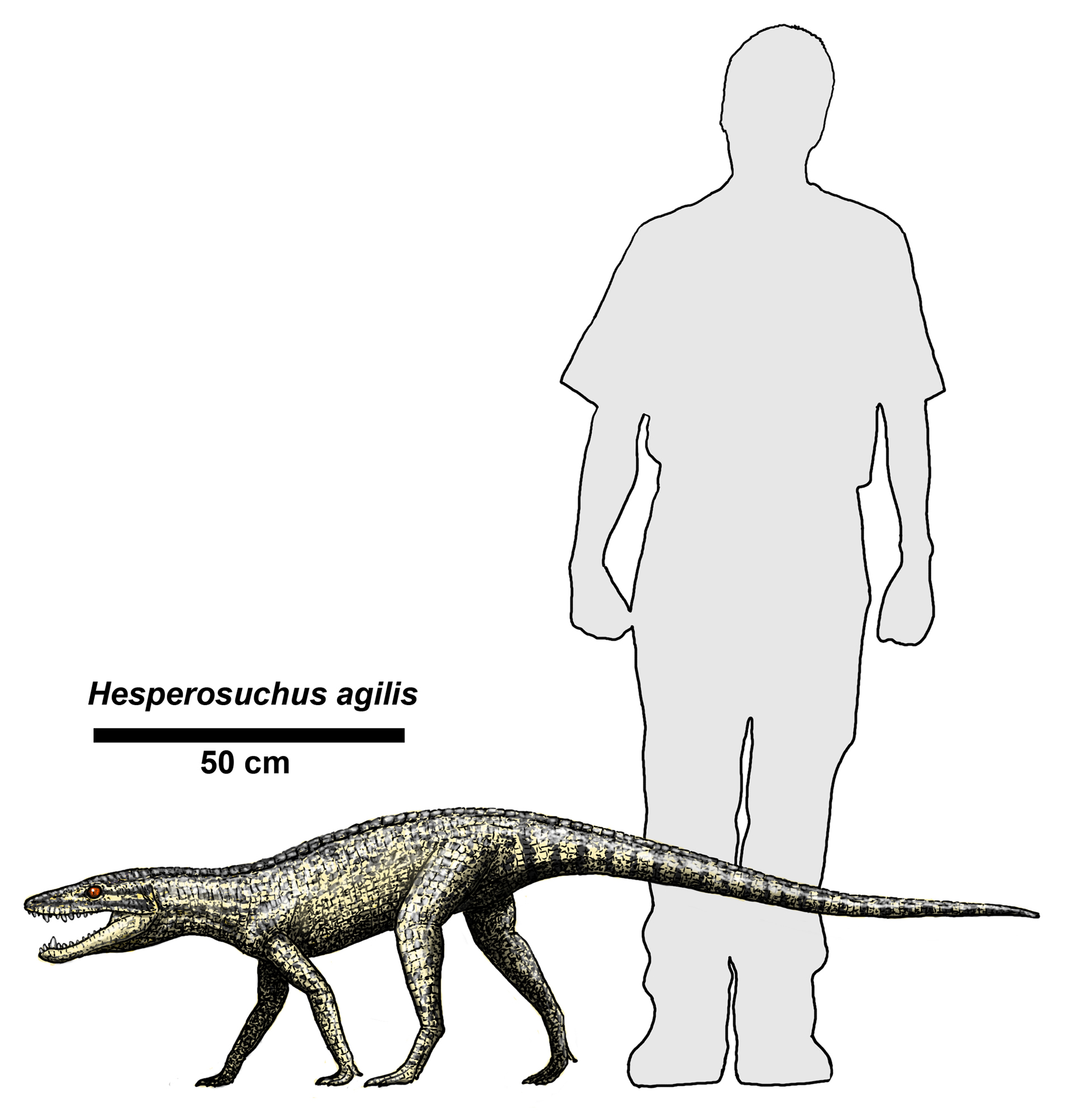
ヒトとの大きさ比較

### 姿勢と四肢
ヘスペロスクスの全長はわずか1.2 - 1.5メートルにすぎず、比較的小型で華奢なワニ形上目の動物だった。オルニトスクスやサルトポスクスにごく近縁であり、これら2属もまたワニ形上目に分類される。ヘスペロスクスの後肢は大きく長い一方で、前肢は小さく細かった。このことから、ヘスペロスクスは実際には二足歩行を示す動物だったという仮説が導かれた。サルトポスクスの後肢とヘスペロスクスの後肢を比較したところ、両者の大きさと強さが等しいことが判明した。両者の長く伸びた後肢の長さは、仙椎より前方の椎骨の長さにほぼ一致する。サルトポスクスはフリードリヒ・フォン・ヒューネが記載し、条件的な四足歩行の動物として復元した。ヘスペロスクスも同様に二足歩行と四足歩行の両方を用いたと信じられている。細長い手は物を握ることに適しているらしく、食料採集や採掘および防衛に役立った可能性があり、二足歩行の場合が多かったと考えられている。前肢と後肢からはそれぞれ5つの指骨と趾骨が発見されている。ヘスペロスクスの尾が長いのは体重のバランスをとるためであると推測されている。尾椎が完全には保存されていないため、約45個の尾椎を含む尾を持つ似た主竜類を基準として推論された。後肢が強力で体重も軽いため、ヘスペロスクスは非常に機敏に素早く行動できた。この速度のアドバンテージにより、ヘスペロスクスは小型の獲物の捕獲や大型捕食者からの逃亡が可能だった。

### 頭骨
ヘスペロスクスの頭骨は部分的にしか保存されておらず、多くの部分は失われている。標本の下顎骨と頭骨の保存は非常に不十分だが、顎と頭の基本構造がどのようか示すのには十分な骨が出土している。頭骨はオルニトスクスに非常に類似する。前頭骨から頭頂骨においては、平たい頭蓋天井とともに、上側頭窓の前方と側方に位置する前眼窩骨および後眼窩骨に顕著な窪みが観察された。前上顎骨と上顎骨の断片からは9つの歯槽が発見され、うち4つは前上顎骨に存在する。前上顎骨の最初の歯は小さいサイズで始まり、徐々に大型化を経て、4番目の歯は明らかに巨大化している。これはオルニトスクスと比較され、オルニトスクスにおいては似た領域に存在する2本の巨大な歯（上顎骨の最初の2本の歯）により定義されている。ヘスペロスクスの歯は前縁部と後縁部に鋸歯状構造を有し、動物食性動物であったことが示されている。顎の断片は前述の上顎骨・前上顎骨を含めて2つ発見されており、前方の破片から9本、後方の破片から5本の計14本の歯が報告されている。基後頭部領域は典型的に主竜類のものと定義され、丸みを帯びた関節丘、そして延髄と繋がる関節丘の細長い表面、長く伸びた腹側の板といった特徴を持つ。これら基後頭部の特徴は原始的な獣脚類の恐竜やワニといった主竜類 に見られるものである。ヘスペロスクスの頭骨は比較的大きいため、大型の頭骨を持つ恐竜のカルノサウルス類と比較された。広く開く顎を持つ大型の頭により、獲物の捕獲と攻撃が可能となるため、両者は活発な捕食者であったと言える。そのような大型の頭骨はヘスペロスクスに明確に見られるように、前眼窩窓が開いて軽量化されている必要がある。

## 発見
1929年の秋と1930年の夏、ルウェリン・I・プライスとウィリアム・B・ハイデンおよびバーナム・ブラウンによりアリゾナ州北部の上部三畳系からヘスペロスクスが発見された。標本は Otto Falkenbach の博物館に輸送され、慎重かつ精密な組み立てが行われた。ピッツバーグのカーネギー自然史博物館のシドニー・プレンティスが様々な骨の描画を行い、Museum Illustrators Corps のジョン・リグランド・ロイス・ダーリングが模型や像を製作した。
"Hespero" は古代ギリシャ語で「宵の明星」を意味するが、これがなぜ属名に与えられたかは不明である。一方で、ヘスペロスクスはワニに近縁であるため、古代ギリシャ語でワニを意味する "Suchus" (σοῦχος)が与えられている。種小名 agilis は agile（「機敏な」）または agility（「機敏」）を意味し、後肢の構造に基づくとヘスペロスクスが非常に機敏な動物であるという仮説を反映している。
標本が発見された正確な場所はアリゾナ州キャメロンから南東へ6キロメートルの位置にあり、リトルコロラド川のターナー交差に近い。この場所は特に三畳紀の脊椎動物化石が産出する。このエリアは、リトルコロラド川が渓谷を流れる Chinle 層 の一部に位置するMoen kopi 層の約256キロメートル上流にあたる。
ヘスペロスクスとともに他の数多くの標本が同じ地域から発見されており、三畳紀の淡水生の全骨下綱の魚類のものと思われる硬鱗、植竜類の複数本の歯、数多くの小型分椎目ステレオスポンディリ亜目の化石が含まれる。さらに、大量の小型の歯が出土しており、ヘスペロスクスとして断定されたものもあれば、両生類に関連する動物割り当てられたものもある。これらの歯がヘスペロスクスの獲物のものである可能性が指摘されている。
ヘスペロスクスの化石が原始的獣脚類コエロフィシスの化石とされていた時期もあった。複数のコエロフィシス成体の腹部から幼体のコエロフィシスと推定される骨が発見され、コエロフィシスには共食いの習性があったと長らく考えられていた。しかし、これらの事例のうち数件においては、幼体のコエロフィシスとされていた骨が実際にはヘスペロスクスであることが判明した。

## 古生物学

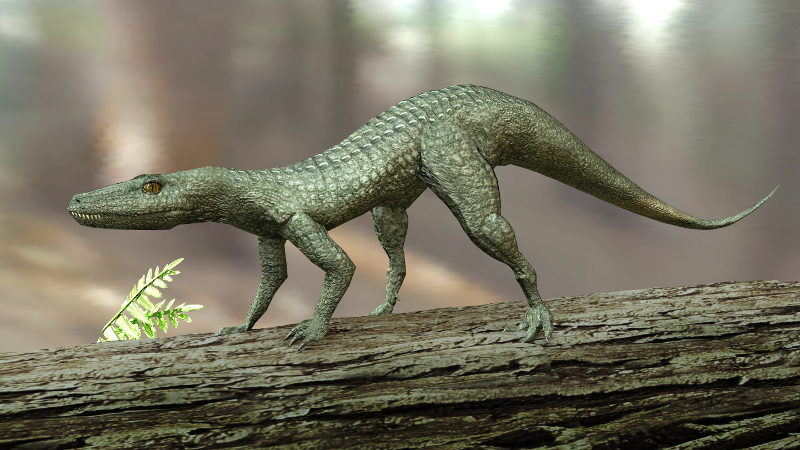
復元

ヘスペロスクスは陸上動物であり、その速く走る能力は適合性として最も有利である。三畳紀のアリゾナ北部は湖や小川といった水域に囲まれており、これはヘスペロスクスが完全に陸上動物でありながら水辺に生息していたことを支持している。ヘスペロスクスの発見された地域から出土した硬鱗は三畳紀の淡水魚のもので、小川や浅い湖に生息していたセミノトゥスやレピドテスのものである。ヘスペロスクスのそばで発見された植竜類の歯およびステレオスポンディリ亜目の椎骨は氾濫原上に小川や湖が存在したことを示唆している。また、三畳紀の両生類のものである小さな歯が複数発見されており、水辺の生息地を両生類が占めていたことが示唆されている。
また、上記のようにヘスペロスクス（もしくはその近縁種）の化石がコエロフィシスの腹部から発見されていることから、ヘスペロスクスはこうした他の捕食動物の餌食になっていたことが示されている。